# Grete Jost
Grete Jost (* 26. Mai 1916 in Wien; † 15. Jänner 1943 ebenda; auch Margarete Jost bzw. Gretl Jost) war eine kommunistische Widerstandskämpferin gegen den Austrofaschismus und Nationalsozialismus.

## Herkunft, Ausbildung und Beruf
Grete Jost entstammte einer Arbeiterfamilie in Wien-Erdberg und besuchte in ihrer Kindheit und Jugend die Volks- und Hauptschule. Sie und ihre Schwestern wurden ihrem sozialdemokratischen Elternhaus entsprechend erzogen, sie besuchte dabei die (sozialdemokratischen) Kinderfreunde und den Arbeiter-Turnverein. 1931 begann Jost ihren Beruf als Schuhverkäuferin und wurde Mitglied der Freien Gewerkschaften. Sie wurde jedoch nach kurzer Zeit arbeitslos und trat erst 1937 wieder als Verkäuferin in einem Strickwarengeschäft in die Lohnarbeit.

## Politik und Widerstandskampf
1934 trat Jost der KPÖ bei und half in der Illegalität Angehörigen von Gefangenen und war Zellenkassiererin. Sie setzte nach der Machtübernahme der Nationalsozialisten ihrer Kampf gegen den Faschismus fort. Sie gehörte der „Provinzkommission“ der KPÖ an und war Verbindungsperson zwischen Wien und Baden und Umgebung. Dabei transportierte sie u. a. illegale Literatur wie die Rote Fahne, Weg und Ziel und Materialien zur Soldatenarbeit.
Am 8. Februar 1941 wurde sie verhaftet. Auch im Gefängnis versuchte sie den Widerstand weiter zu organisieren. Am 23. September 1942 wurde Jost wegen „Vorbereitung zum Hochverrat“ zum Tode verurteilt. Sie wurde am 15. Jänner 1943 im Wiener Landesgericht geköpft. Ihre letzten Worte sollen gelautet haben: „Es lebe die Freiheit!“

## Zitat
In ihrem letzten an die Familie gerichteten Brief vom 6. Dezember 1942 schreibt Grete Jost:

„… oft stehe ich lange beim Fenster (wenn ich auf dem Bett stehe, beginnt in Stirnhöhe das Fenster) und schaue auf das kleine Stückerl Himmel, das ich erblicken kann (es ist wirklich nur sehr klein, wir sind im Parterre), und träume. Da denke ich oft an die Worte, die Maria Stuart so schön sagte: 'Eilende Wolken, Segler der Lüfte, wer mit euch wanderte, wer mit euch schiffte ..' Soll mir das gleiche Los wie einer Maria Stuart beschieden sein? Ich finde das Schicksal zu groß für mich. Sie war doch eine Königin, ich bin aber nur ein Arbeitermädl ...“

## Gedenken

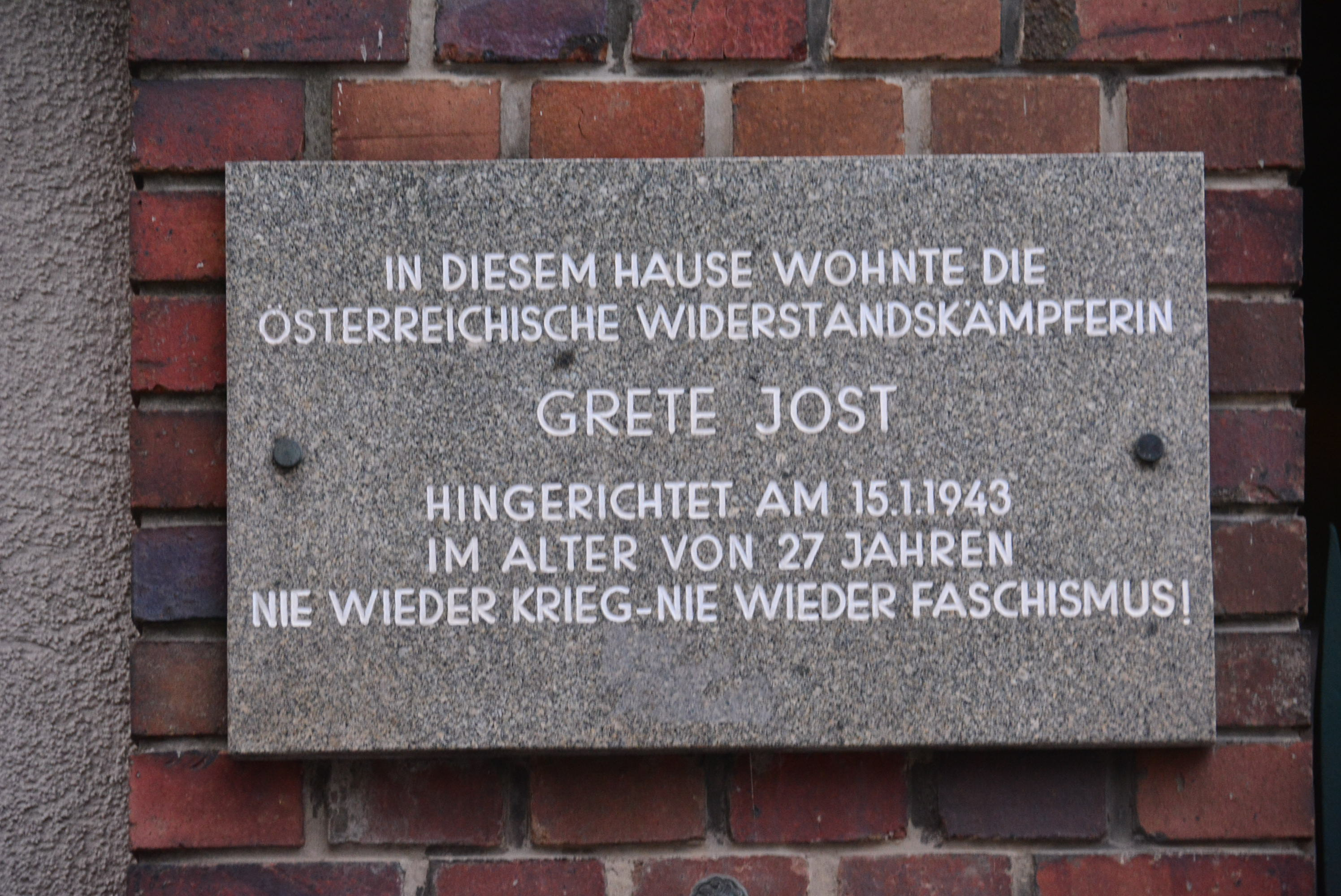
Gedenktafel in der Baumgasse 39

An ihrem ehemaligen Wohnhaus im Gemeindebau Rabenhof (3. Wiener Gemeindebezirk), Baumgasse 39, ist eine Gedenktafel angebracht. 1997 wurde ein in der Nähe befindlicher Park (Erdbergstraße 1–3) nach ihr benannt.